# Oostwold (Oldambt)

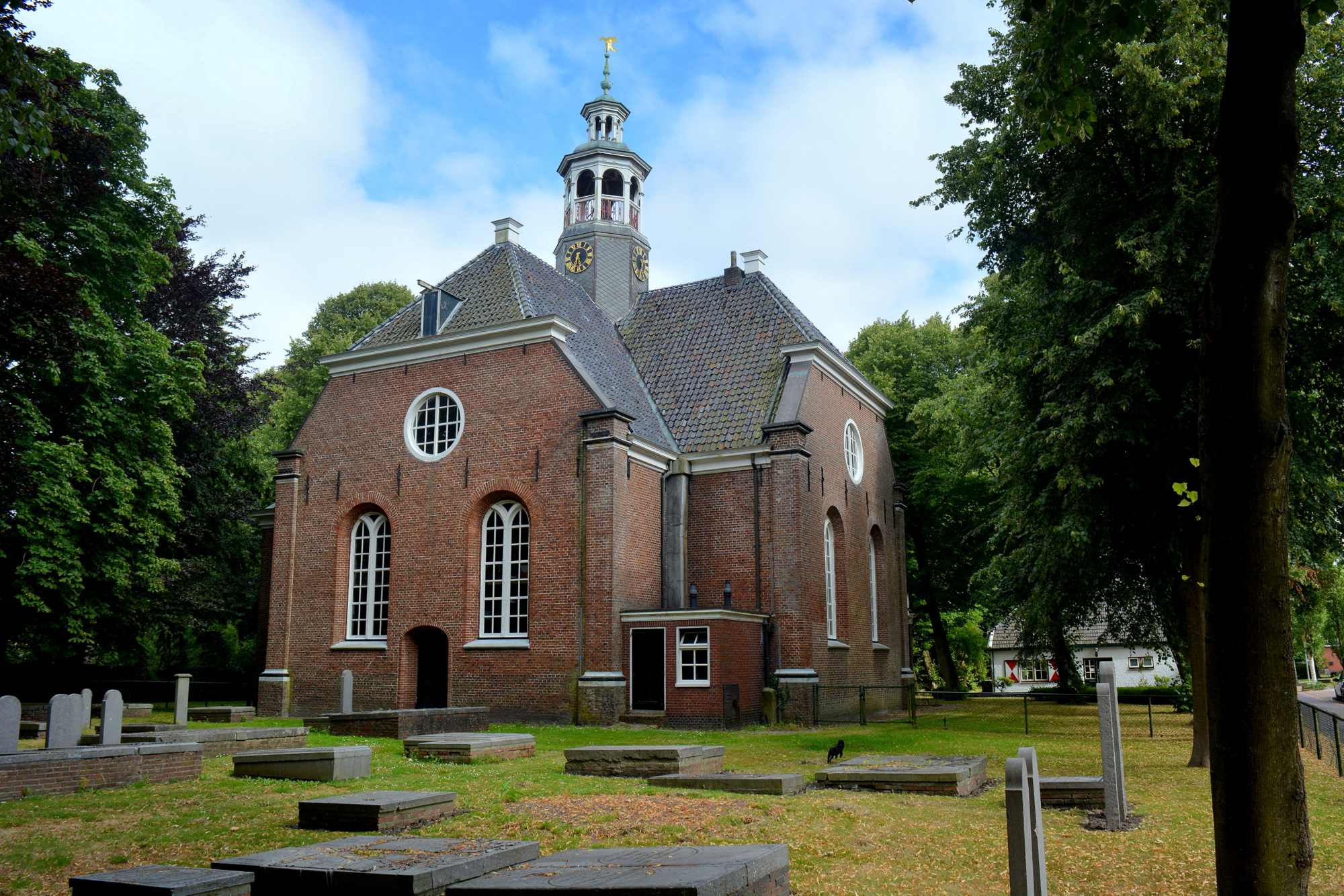
Hervormde kerk uit 1776

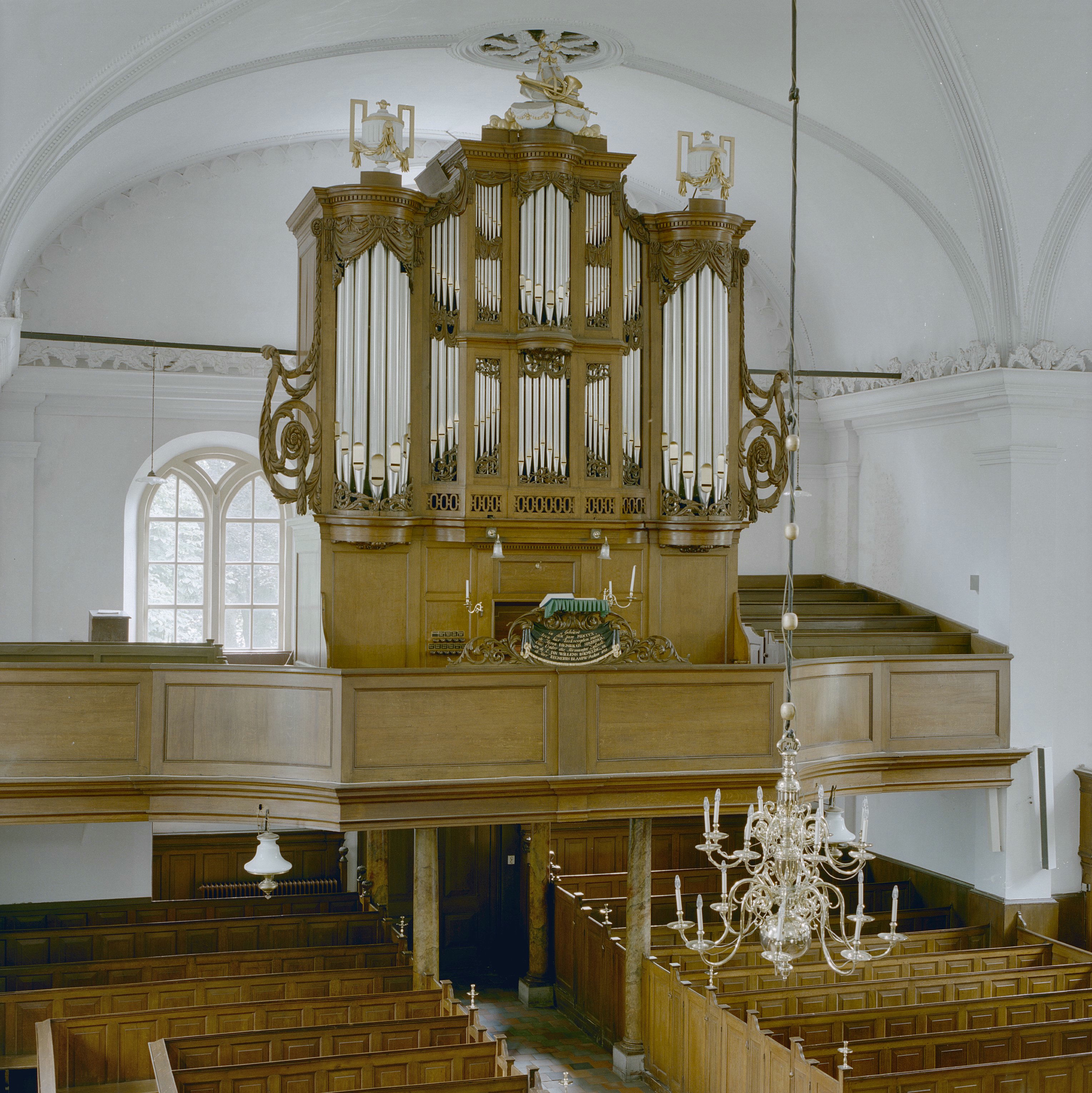
Freytag-orgel van Oostwold uit 1811

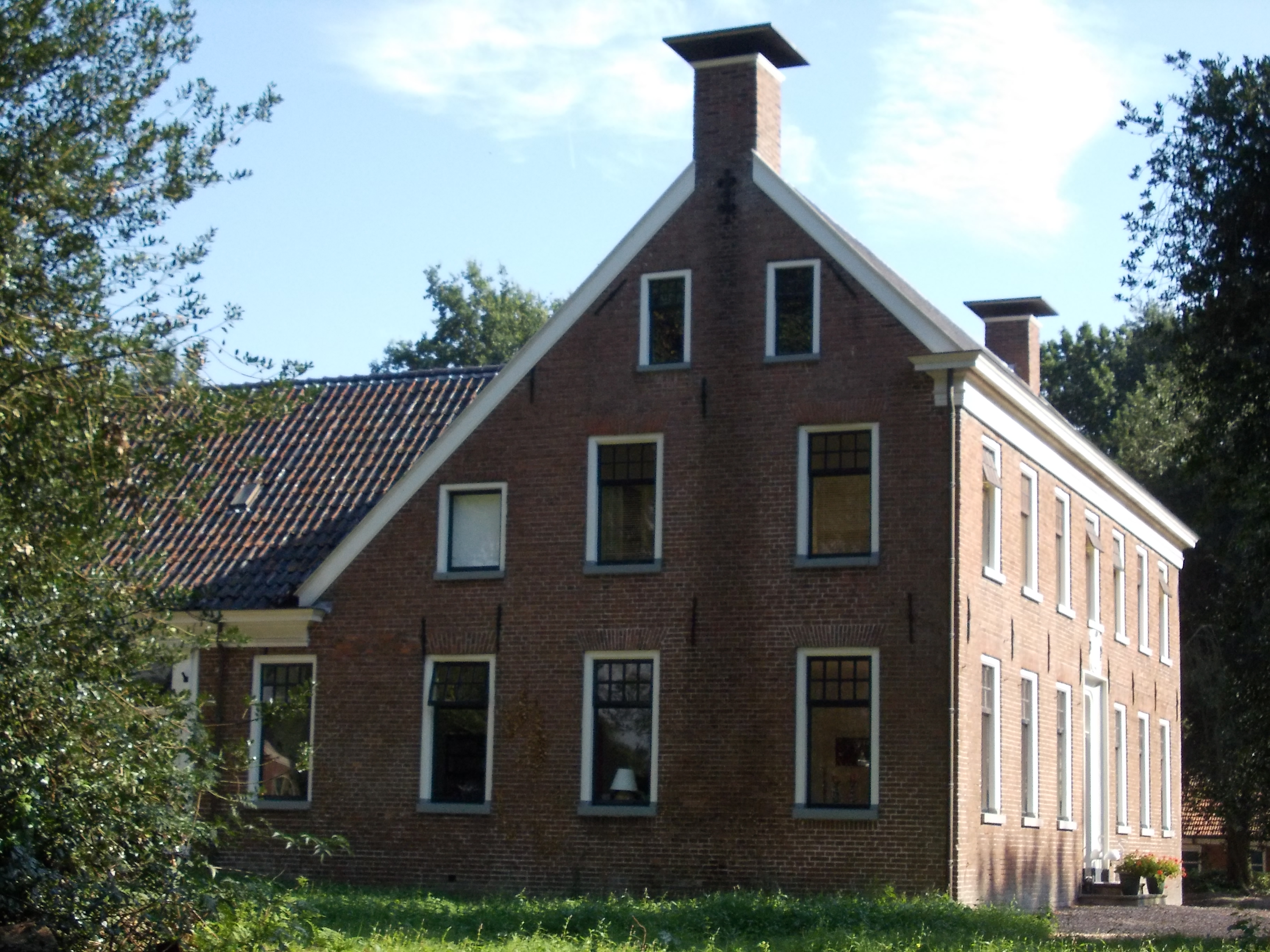
Hervormde pastorie uit 1771

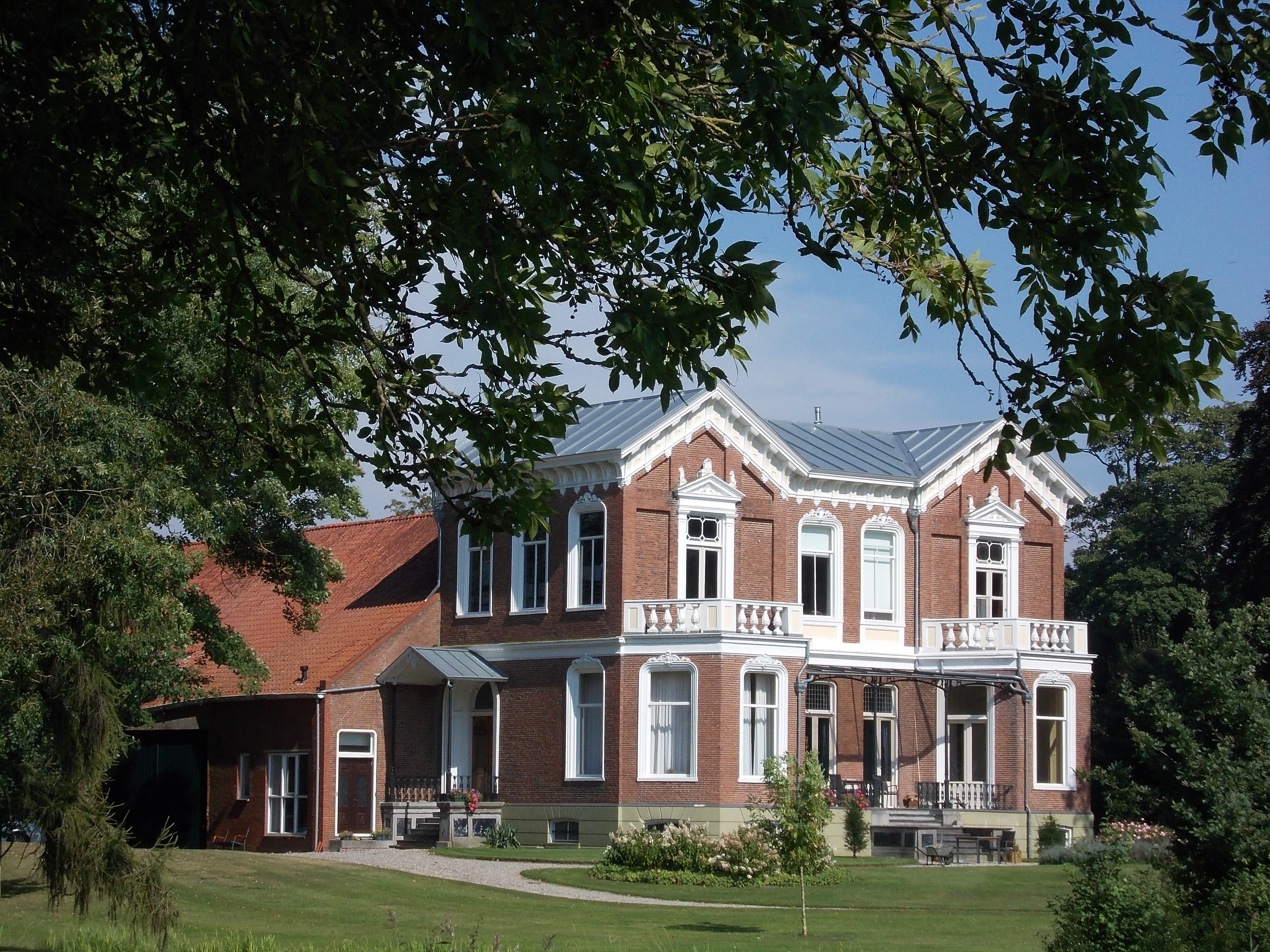
Huningaheerd uit 1882

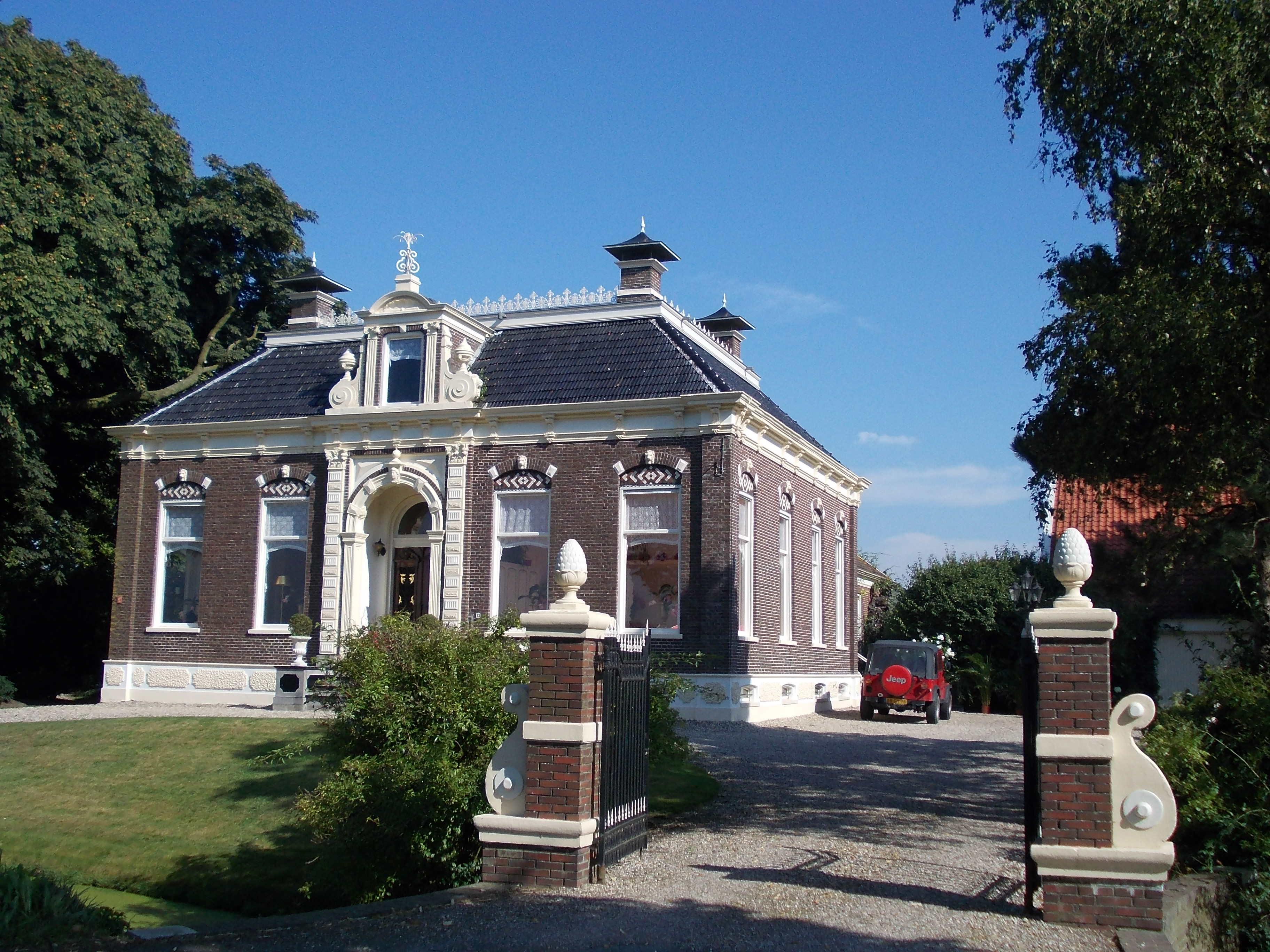
Dwarshuisboerderij Goldhoorn 33 uit 1895

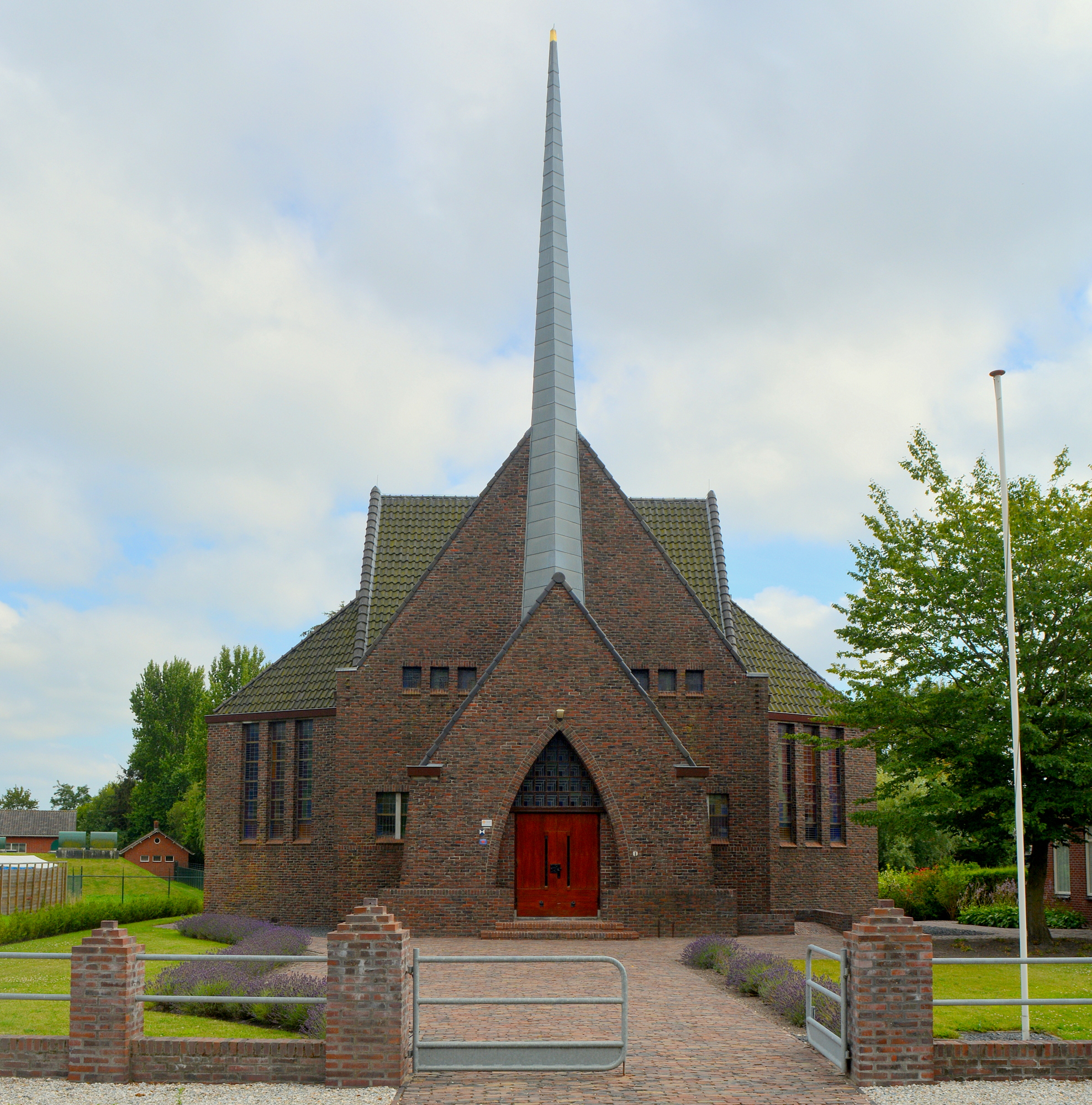
Gereformeerde kerk uit 1930

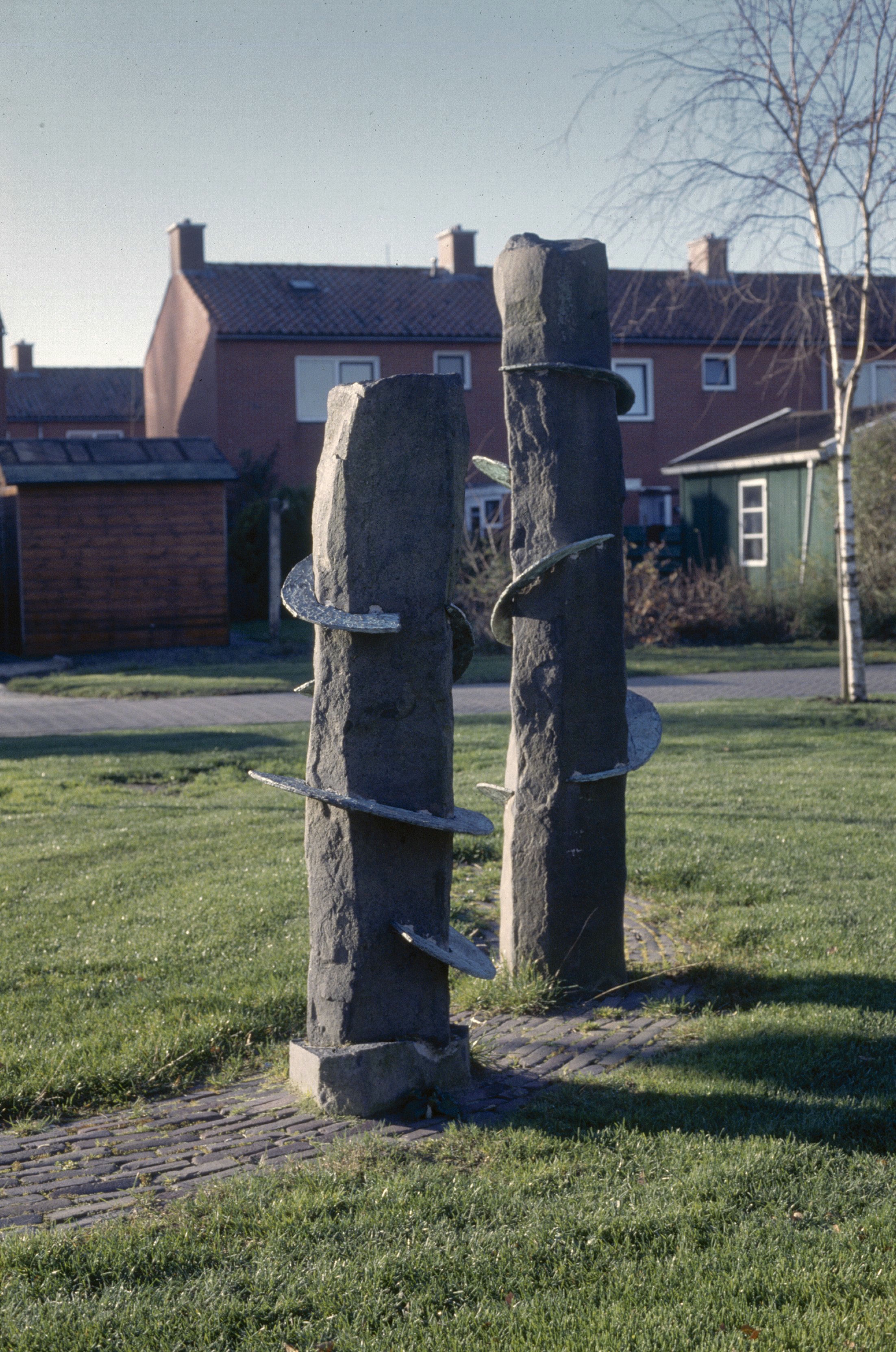
Steenpers, kunstwerk door Hans Mes uit 1990

Oostwold is een dorp in de gemeente Oldambt in de Nederlandse provincie Groningen. Het behoorde van 1808 tot 1989 tot de gemeente Midwolda, daarna tot 2009 tot de gemeente Scheemda. Het dorp telt 1.420 inwoners (2023). Oostwold is sinds 1991 een beschermd dorpsgezicht, dat in 2011 werd uitgebreid.
Bij Oostwold ligt Vliegveld Oostwold, gesticht in 1960.

## Topografie
Tot Oostwold behoren de buurtschappen Oostwolderpolder, Lutje Loug (vroeger Oude Zijl genoemd), Meerland en  Ekamp (deels). Een deel van het Meerland (de Nieuweweg) en Ekamp maken sinds 2005 deel uit van het nieuwe dorp Blauwestad (maar hielden hun oude adressering), terwijl het gebied De Binnenlanden werd opgenomen in het Oldambtmeer. Het westelijke deel van Oostwold wordt ook wel Moushörn genoemd. 
De polders rond Oostwold waren Kerkelaan (1558), Oud-Nieuwland (1665), Nieuwland (1701), Oostwolderpolder (1769), Finsterwolderpolder (1819) en Huninga-Meerland (1636, 1848). Tot de belangrijkste kanalen behoren Oude Geut en Molensloot, vroeger ook Goldhoorner Zwet, Koediep, Oude Ae, Meerlandse Uitwatering en Papegat. 
Op het grondgebied van Oostwold ontstonden de waterschappen Huininga-Meerland (1848), De Groeve en Binnenlanden (1850), Oostwolderpolder (1863, gedeeltelijk) en Finsterwolderpolder (1863, gedeeltelijk). De taken van de watermolens en stoomgemalen in deze polders zijn overgenomen door het elektrische gemaal Oude Zijl en enkele kleinere gemalen.

## Geschiedenis
Oostwold ligt in het Oldambt. Het was oorspronkelijk een veenontginningsdorp, dat in de 10e of 11e eeuw moet zijn ontstaan. Door de inbraak van de Dollard in de 15e eeuw moesten bewoners uitwijken naar de hogere gronden in het achterland. Het dorpslint ligt grotendeels op een keileemhoogte, die rond 1600 bekend stond als de Oostwolder Gar(s)t. Het dal van het veenriviertje Oude Ae vormde de grens met Finsterwolde.
Buiten het dorp, aan de weg naar Midwolda en in de Oostwolderpolder staan kapitale boerderijen, in het dorp woonden vooral landarbeiders en middenstanders. De tegenstellingen tussen herenboer en arbeider waren in deze streek van oudsher zeer groot. In het nabijgelegen Finsterwolde heeft die tegenstelling geleid tot een zeer sterke positie van de Communistische partij. In Oostwold en in het nabijgelegen Midwolda waren en bleven de landarbeiders streng protestants.
De huidige Hervormde kerk had drie voorgangers, waarvan de oudste mogelijk uit de twaalfde eeuw dateerde. De kerk was oorspronkelijk gewijd aan de apostel Simon. De huidige kerk dateert uit 1776 en kwam in de plaats van een gebouw uit het midden van de 16e eeuw dat enkele meters noordelijker stond. Een vorige kerk stond op de plek van de boerderij 'Kloosterheem' (Goldhoorn 19), aan de oostkant van het huidige dorp. Hier was ook de oude pastorieboerderij te vinden, die tot 1701 buitendijks stond. De huidige pastorie aan de Huningaweg dateert uit 1771. 
In 1951 werden bij de boerderij drie grafkelders van kloosterstenen en een deel van de kerkhofmuur blootgelegd, in 1998 werden aanvullende opgravingen in het veld gedaan. Wanneer deze tweede kerk is gebouwd, is niet bekend. Het gebouw werd in 1530 gesloopt, waarna de stenen werden gebruikt om een nieuw blokhuis bij Delfzijl te bouwen. De restanten dienden de bouw van een stenen hoofd bij het Hamkenpad te Klein-Termunten in 1543. Het kerkbezit werd tijdelijk ondergebracht bij het Grijzevrouwenklooster, terwijl de parochianen zich bij Midwolda moesten vervoegen. In 1554 beschikte Oostwold alweer over een nieuwe kerk.
Volgens Johan Rengers van Ten Post was Oostwold een groet dorp west und had een grote kercke. Dat laatste is niet onwaarschijnlijk, gezien het feit dat de landerijen zich ver over de Dollard tot voorbij Oostwolderhamrik uitstrekten. De alleroudste kerk stond verder noordelijk ter hoogte van de Polderweg in een gebied dat nu bedekt is met Dollardklei.
In 1583 was sprake van twee vroegere kerkhoven. Dit naar aanleiding van de verkoop van drie akkers land by Oestwoltmer olde kerckhoff gelegenn streckende de twe ackeren van den olden tuyn aldaer int noerden an dat ander olde kerckhof by den Dullart gelegen.
Oostwold had aanvankelijk een eigen sluis aan het einde van de Noorderstraat, die het water van de polder aan de Kerkelaan bij Midwolda (1558) en later ook van het in 1638 drooggelegde Huningameer afvoerde. Ds. Lambertus van Bolhuis bericht in 1778 uit overlevering "dat hier veel nering en schipvaart geweest is bij de zijl, die niet ver ten oosten van deze kerk gelegen was". Ook enkele vissersschepen maakten gebruik van het haventje, aldus een bericht uit 1643. De sluis raakte bij de stormvloed van 1636 zwaar beschadigd. Op de provinciekaart van Nicolaes Visscher van omstreeks 1680 staat de Oude Zijl van Oostwolt nog afgebeeld. Het overtollige water werd toen al afgevoerd via het Koediep. De kaden langs het Olde Meulendiep (1728) stonden bekend als Ooster- en Westerdiepswal.
Ten westen van de huidige kerk lag het middeleeuwse Oude Steenhuis van de familie Huninga, dat later als buitenplaats voor de familie Sparringa diende. Het oude gebouw werd n 1772 gesloopt en vervangen door een deftige boerderij met een wandelbos. Bij de bouw van de boerderij vond men de fundamenten van een middeleeuws steenhuis met een omtrek van 120 voet (ca. 11 bij 15 m), muren van zes voet (1,80 m) en in het midden een vierkant fundament van 2 bij 2 m, waarvan de betekenis onduidelijk was. In vergelijking met andere steenhuizen was het een flink gebouw. Het verhaal ging dat er zoveel kloostermoppen waren vrijgekomen als men benodigde voor de bouw voor de nieuwe boerderij (althans de fundamenten daarvan). De Huninga's behoorden tot de oude adel van het Oldambt, ze beweerden dat hun voorgeslacht hier al sinds de 13e eeuw woonde. Ook vertelden ze dat hun landerijen oorspronkelijk één geheel vormden met de boerderij Huningaweer bij Woldendorp, maar door de inbraak van de Dollard grotendeels verloren waren gegaan. In de 19e eeuw woonde hier de grootgrondbezitter en kerkvoogd ds. Tiddo Waldrik Siertsema (1752-1842). Vier jaar na zijn dood lieten zijn erfgenamen het bos kappen en de vierhonderd eikenbomen verkopen.
Tegen de grens met Midwolda lag nog een tweede steenhuis, dat in 1563 het Wester Stienhuys werd genoemd. Het werd vermoedelijk na 1635 gesloopt. 
In de jaren na 1840 werd het Huningameer drooggelegd, waardoor er veel gronden beschikbaar kwamen waarop landarbeiders zich met keuterbedrijfjes konden vestigen. Langs de ringdijk in Meerland en Ekamp verrezen uitgestrekte buurten, die door de slechte wegen vrij geïsoleerd lagen. In Ekamp bevond zich al in 1823 een schooltje, dat alleen 's winters open was en niet lang heeft gefunctioneerd. Omstreeks 1860 werd in het Meerland een school gesticht, die tot 1984 heeft bestaan.
Voor de boerenkinderen uit de Oostwolderpolder bestond rond 1800 een klein schooltje, waarna in 1865 een nieuw schoolgebouw in het Lutje Loug werd geopend. .Deze school werd ook door kinderen uit de gemeente Nieuwolda bezocht. De school sloot in 1963 de deuren; er waren nog maar drie leerlingen. Het onderwijs was aanvankelijk een verantwoordelijkheid van de Hervormde Kerk, die ook behalve voor de bijscholen voor de dorpsschool naast de kerk garant stond. Alle drie scholen werden rond 1880 overgenomen door de gemeente.

### Welvaart en geloof
Dankzij de bedijking van de Oostwolderpolder in 1769 kon Oostwold zich voortaan met de rijkste dorpen in de Ommelanden meten. Het grondgebied van het dorp verdubbelde. Dat was tevens aanleiding om de kerk te vernieuwen. God had dit dorp wel bijzonder gezegend met een groot oppervlak vruchtbaar kleiland, zo stelde de predikant bij de inwijding van een nieuwe kerkgebouw in 1776:
Wat is onze Plaats door dit alles tot merkelijken trap van luister gestegen. ... Door den nieuwen aanwas groeide ook ons dorp aan in veelheid van vette akkeren, in veelheid van inwooneren.
Het kleine, oude kerkgebouw dat "door ouderdom reeds te zwak geworden" was, paste niet meer bij dit nieuwe welvaartspeil. Eerder al had men de pastorie vervangen door representatieve nieuwbouw. Dankzij de opbrengsten van het nieuwe land werd het mogelijk welbespraakte predikanten aan te trekken die veel invloed kregen op hun kerkgemeente. 
De Oldambster boerenstand was in de 18e eeuw op de hand van de Nadere Reformatie en overwegend oranjegezind. In de 19e eeuw veranderde dat: het liberalisme greep in het Oldambt snel om zich heen. In Oostwold bleven de meeste landarbeiders en een deel van boeren en middenstand echter trouw aan de orthodoxie. Dankzij de steun van enkele strenggelovige boerenfamilies ontwikkelde het dorp zich tot centrum van een tegenbeweging. Een tijdlang gold Oostwold zelfs als hoofdplaats van de nieuwe gemeente Midwolda. In 1869 werd in Oostwold een van de eerste christelijk-nationale scholen van Nederland gesticht, bedoeld voor beide dorpen. De eerste hoofdonderwijzer was Abraham Meyer uit Vlaardingen. Ook werd er een evangelisatievereniging gesticht die vanaf 1878 in een gebouwtje aan de Klinkerstraat eigen kerkdiensten hield en een zondagsschool ging verzorgen. Als evangelist werd Jan Derk te Winkel uit Winterswijk aangetrokken. Verder werd een jongelingsvereniging Ebenhaëzer opgericht, die landelijk bekendheid kreeg. Geestverwanten uit andere delen van het land berichtten vol lof “over de overgave des harten aan Jezus zonder voorbehoud, zoals die door de Oostwolder vrienden werd gepredikt en aangedrongen”. Vanuit Oostwold werd bovendien in de wijde omgeving het evangelie gepreekt. Zo werd in 1873 een bijbelcolporteur aangesteld om Gods woord te verbreiden onder de allerarmsten "in de achterbuurten of gehuchten van de provincie Groningen" , De boodschap was vooral bedoeld voor  "de arbeidende klasse, die schier geheel van de bearbeiding door het Evangelie is verstoken en alzoo in de grootste onkunde de eeuwigheid tegemoet gaat".
Na ruim twaalf jaar actievoeren wisten de orthodoxen in 1881 te bereiken dat de vertrekkende vrijzinnige predikant Goswijn W. Sannes werd opgevolgd door een van hun geestverwanten. De nieuwe predikant Johannes Hulsebos legde de nadruk op de sociale kant van het evangelie. Hij richte een ziekenfonds voor landarbeiders op en stimuleerde de oprichting van een afdeling van het Werkliedenverbond Patrimonium. De meisjesvereniging Mirjam legde zich onder zijn leiding toe op het naaien van kleding en beddengoed voor behoeftigen, en "het bezoeken van deze menschen in hunne verdrukking". Hulsebos wilde ook strenger opreden tegen vrijzinnige jongeren die zich aan het gemeenteleven onttrokken, maar vond daarvoor onvoldoende steun in de kerkenraad. Hij nam daarop een beroep naar Zuidwolde aan.
De Doleantie van 1886 leidde alsnog tot verdeeldheid, toen Hulsebos zich in Zuidwolde bij de deze beweging aansloot en uit het ambt werd gezet. Enkele kopstukken uit Oostwold legden zich niet neer bij de landelijke koers van de Hervormde Kerk en werden geroyeerd, waarop zij zich aansloten bij de Gereformeerde Kerken en in 1888 een eigen gemeente stichtten. Die trok ook veel belangstellenden uit Midwolda. In 1889 opende het nieuwe kerkgebouw zijn deuren. Het maakte in 1930 plaats maakte voor het huidige kerkgebouw: een opvallend bouwwerk met elementen van de Amsterdamse School (Goldhoorn 3) en sinds 2001 een rijksmonument. Met hun medestanders namen de gereformeerden het bestuur van de christelijke school over, waarna hun tegenspelers een nieuwe ‘Hervormde School met den Bijbel’ oprichtten. De onderlinge spanningen hielden tientallen jaren aan.
De vrijzinnigen voelden zich op hun beurt niet meer thuis in de Hervormde Kerk. Schoolhoofd Albert Meijer gaf leiding aan het verzet tegen de orthodoxie en richtte in 1886 een afdeling van de Nederlandsche Protestanten Bond op. Men organiseerde voortaan eigen kerkdiensten onder leiding van vrijzinnige voorgangers uit buurdorpen. Eerst gebeurde dit in een zaaltje van de plaatselijke herberg, later in een afzonderlijk gebouwtje, dat in de jaren zestig werd vervangen door nieuwbouw (Hoofdstraat 34). Het gebouw werd later verkocht.
Bij de eerste democratische verkiezingen van 1920 kregen de confessionelen een absolute meerderheid in de gemeenteraad van Midwolda. Oostwold werd tevens het centrum van christelijke landarbeidersbeweging: Hilko Koetje nam vanaf 1907 het initiatief tot oprichting van een regionale en later een landelijke vakbond, de Nederlandsche Christelijke Landarbeidersbond (later aangesloten bij het CNV). Ook had het dorp een christelijke boekhandel met een eigen uitgeverij onder leiding van Zwier Jan Koning Gzn. Meerland kreeg in 1922 een hervormd wijkgebouwtje dat tot 1945 dienst deed.
In 1930 werd een nieuwe gereformeerde kerk gebouwd door het architectenbureau Van Wijk en Broos in de stijl van de Amsterdamse School. Het opmerkelijke gebouw met naaldspits werd in 2001 aangewezen tot Rijksmonument. Na de totstandkoming van de Protestantse Kerk in Nederland (PKN) fuseerde de gereformeerde gemeente van Oostwold met de PKN-gemeente van Nieuwolda, waarna men in 2017 toetrad tot de Protestantse Streekgemeente Oost-Groningen (PGOG). Oostwold en Nieuwolda vormen daarin de wijkgemeente De Dollert.
De hervormde gemeente van Oostwold hield vast aan zijn behoudende koers en sloot zich aan bij de Gereformeerde Bond. Het monumentale kerkgebouw werd overgedaan aan de Stichting Beheer Kerkelijk Erfgoed Oostwold.

## Varia
Oostwold lag tussen 1919 en 1948 aan de O.G.-tramlijn Winschoten - Delfzijl, vanwege het trage tempo bijgenaamd Ol’ Graitje ("Ouwe Grietje"). De stoomtram had een halte in Oostwold zelf en twee haltes in de Oostwolderpolder.

## Monumenten
- De Hervormde Kerk dateert uit 1776. Topstuk in het interieur van het huidige kerkgebouw is het vrijwel originele Freytag-orgel uit 1809-1811.
- De gereformeerde kerk is gebouwd in 1930 en is ontworpen door de architecten C.H. van Wijk en D. Broos. Het orgel uit 1939 is gebouwd door de firma Reil uit Heerde.

## Geboren in Oostwold
- Eppo Jan Boneschanscher (1852-1912), koster, onderwijzer en kinderliedschrijver
- Geert Kruizinga (1863-1949), architect
- Addo Paul Hovinga (1892-1972), burgemeester
- Derk Sibolt Hovinga (1909-1990), dichter, schrijver en landbouwer
- Nanno Jakob Kruizinga (1892-1964), architect
- Sieto Robert Knottnerus (1913-1984), politicus, burgemeester en lid van de Eerste Kamer der Staten-Generaal
- Jan Krajenbrink (1941-2020), Tweede Kamerlid voor het CDA en burgemeester
- Jan Gerhardus Oortwijn Botjes (1878-1964), landbouwer en plantenziektenkundige
- Meint Zuiderveen (1943-1981), politicus

## Verloop van de bevolking
- 1998 - 1.635 inwoners
- 2000 - 1.620 inwoners
- 2005 - 1.565 inwoners
- 2010 - 1.570 inwoners
- 2015 - 1.435 inwoners
- 2020 - 1.470 inwoners
- 2023 - 1.489 inwoners